# Kumbor
Kumbor je primorsko mjesto u Boki kotorskoj, Crna Gora.

## Zemljopisni položaj
Nalazi se na 42° 26' 26 sjeverne zemljopisne širine i 18° 35' 9 istočne zemljopisne dužine. 

## Gospodarstvo
Vojni gospodarski objekti (ratna mornarica).

## Šport
- vaterpolo klub Kumbor

## Vanjske poveznice
- maplandia.com: Kumbor
- Satelitska snimka  Arhivirana inačica izvorne stranice od 6. svibnja 2021. (Wayback Machine)